# Alma (Texas)
Alma is een plaats (town) in de Amerikaanse staat Texas, en valt bestuurlijk gezien onder Ellis County.

## Geschiedenis
De plaats ontstond rond 1840 bij een meer als halteplaats voor de postkoets tussen Waxahachie en Marshall. In 1872 kwam er een treinstation op de Houston and Texas Central Railway en rond 1881 een postkantoor. Dit postkantoor sloot aan het begin van de jaren 1960.

## Demografie
In 1900 telde Alma ongeveer 150 inwoners. In de jaren 1920 steeg dit tot 250 om te zakken naar 100 halfweg de jaren 1940. In 1960 waren er ongeveer 200 inwoners maar in 1964 waren er nog maar 30 inwoners. In 1990 waren er 205 inwoners. Bij de volkstelling in 2000 werd het aantal inwoners vastgesteld op 302.
In 2006 is het aantal inwoners door het United States Census Bureau geschat op 318.